# Jürgen Kramer
Jürgen Kramer (* 26. Oktober 1948 in Gelsenkirchen-Schalke; † 22. November 2011 in Gelsenkirchen) war ein deutscher Künstler und Philosoph. Er lebte und arbeitete in Gelsenkirchen, wo er etwa zehn Jahre lang eine Tätigkeit als Kurator des Forums Bergmannsglück ausübte.

## Leben
Jürgen Kramer studierte von 1969 bis 1974 an der Kunstakademie Düsseldorf bei Joseph Beuys und gehörte zu dessen Meisterschülern. Ab 1974 reiste er u. a. in die Provence zum Montagne Sainte-Victoire. Von 1985 bis 1989 hatte Kramer ein Atelier in Essen. Kramer gestaltete zahlreiche Ausstellungen, unter anderem in den Galerien Siegfried Sander, Produzentengalerie Hamburg, Galerie 20.21, Wolfgang Schoppmann und Galerie Klaus Kiefer.
Ab 2003 übernahm Jürgen Kramer kuratorische Aufgaben in der privaten Galerie „Forum Bergmannsglück“ des Torhäuschens der gleichnamigen Zeche in Gelsenkirchen-Buer von Else und Werner Thiel (* 1927 in Breslau; † 28. April 2003), nachdem der Bergmann und Künstler Werner Thiel 2003 verstorben war. Er versah diese Tätigkeit mit Ausstellungen aus dem künstlerischen Umfeld der Klasse Beuys (Irmela und Felix Droese, Walter Dahn, Erinna König, Stefan und Johannes Stüttgen, Klaus Tesching, Thomas Groetz, Felix Zdziuch u. a.) bis kurz nach dem Tode von Else Thiel, als die Galerie geschlossen werden musste, da die Mietverträge nicht übernommen werden konnten und das Galerie-Torhäuschen der Zeche Bergmannsglück zum Verkauf gestellt wurde.
2010 kuratierte Jürgen Kramer die Ausstellung „Im Spannungsfeld des Erweiterten Kunstbegriffs – Gelsenkirchener um Beuys“, die am 8. September 2010 in Gelsenkirchen eröffnet wurde.
In der Galerie Klaus Kiefer, Essen, lief vom 2. März – 22. April 2012 eine Retrospektive zum malerischen Werk von Jürgen Kramer unter dem Titel „Vom Jasagen – In memoriam Jürgen Kramer“. Vom 24. April bis 24. Juni 2012 wurden Werke von Jürgen Kramer in der Ausstellung „Beuys und Schüler“ im Stadtmuseum Borken, Westfalen ausgestellt.

## Werk

### Malerei
Die erste Hälfte von Kramers malerischem Schaffen ist von dunklen Themen wie Tod, Sterben und Existentialismus geprägt. In seiner Malerei wollte er die „lebenden Toten, die in der eigenen Leiche herumlaufen“ (nach einem Zitat von Peter Sloterdijk) symbolisch darstellen.
Von 1998 bis 2002 war er in der inneren Emigration. Kramers jüngeres Werk ist im Gegensatz zu den früheren Arbeiten von einer hellen, farbigen Palette und teilweise humorvollen Motiven geprägt. Themen sind z. B. Melancholie und Trost.

### Die „1980er“
In den 1980er Jahren befasste Kramer sich intensiv mit Punk und New Wave und gab die Zeitschrift „Die 80er“ sowie Jahrbücher unter dem Titel „Der Rabe“ heraus, die internationales Interesse fanden. Auf einem 1979 von ihm gestalteten Plakat für ein Konzert in Gelsenkirchen verwendete er bereits den Begriff „Neue Welle“, der später zum allgemeinen Begriff für die deutsche Musik der 80er werden sollte. Ebenfalls Anfang der 80er Jahre war Kramer Mitinitiator des Gelsenkirchener Ablegers von Joseph Beuys Freier internationaler Universität (FIU).
Jürgen Kramers Kommilitone Johannes Stüttgen, Meisterschüler von Joseph Beuys, hatte die freiwerdende Stelle von Franz-Joseph van der Grinten 1971 am Grillo-Gymnasium, Gelsenkirchen, auf Hinweis von Joseph Beuys übernommen. Aus seiner unterrichtlichen Tätigkeit als Kunsterzieher am Grillo-Gymnasium in Gelsenkirchen (1971–1980) heraus hat Johannes Stüttgen die schulische Arbeitsgemeinschaft „Kunst AG" / Free International University (FIU) / Fluxus Zone West“ ins Leben gerufen. Aus den künstlerischen Tätigkeiten der „Kunst AG“ fanden seine Schüler Siegfried „Siggi“ Sander (Galerie Multiple Box, Hamburg), Achim Weber u. a. Aufnahme in die Klasse Beuys, Staatliche Kunstakademie Düsseldorf und gründeten in Gelsenkirchen als Aktivitäten der „Kunst AG“ u. a. die „Salinos“ (Punkchor), das „Küchentheater“ und „Die Grünen“ (Ortsgruppe).
Diese Aktivitäten wurden auch von Jürgen Kramer begleitet.

### Philosophie
Kramer nutzte intensiv die neuen Medien und publizierte und schrieb im Internet (rabe 489, zweitseele). Sein Thema in Wort und Bild war der Nihilismus, den er seit Beginn der Moderne in allen Lebensbereichen um sich greifen sah, und dem er unter Rückgriff auf die Ideale der deutschen Romantik die Kunst als Element des Humanen und der Schöpferkraft entgegensetzte.